# Лиманка
Лиманка (до 2016 року — Мізікевича) — село Таїровської селищної громади Одеського району Одеської області. Населення становить 13 085 осіб.
Виникло об'єднанням радгоспів «Червоний Хутір» та «Ульянівка». Нині до складу села входять багатоповерхові житлові масиви «Дружний» та «Райдужний», які межують із містом Одеса.. Ядро Лиманки становлять житлові масиви індивідуальної забудови як «Червоний Хутір», «Дайберг», «Ульянівка», «Чорноморка», «Чорноморка-2», «Совіньйон».

## Червоний хутір
На топографічній карті 1917 року в районі будинку за адресою Центральна вул., 8 був вказаний хутір без назви. На топографічній карті 1929 року там же вказана група житлових будинків під назвою радгосп «Червоний хутір». Згодом навколишня територія була забудована садовими будинками.

## Ульянівка
На топографічній карті 1917 року місцевість у районі будинку за адресою Будівельна вул., 1/1 вказана як хутір без назви. На топографічному плані 1929 року та ж сама місцевість вказана як радгосп «Ульянівка» і його виноробське управління. Будинок на Будівельній, 1/1 має дореволюційне походження й, можливо, належав братам Дайберам, які займалися продажем квітів. У 2000-х роках будинок був закинутим. На рубежі ХХ та ХХІ століття навколо будинку розміщувалася незначна садова забудова.

## Дайберг
Ділянки під забудову були виділені на межі ХХ та ХХІ століть. Назва походить від прізвища братів Дайберів, які за чутками сто років до того володіли будинком, де було облаштовано радгосп «Ульянівка».

## Райдужний

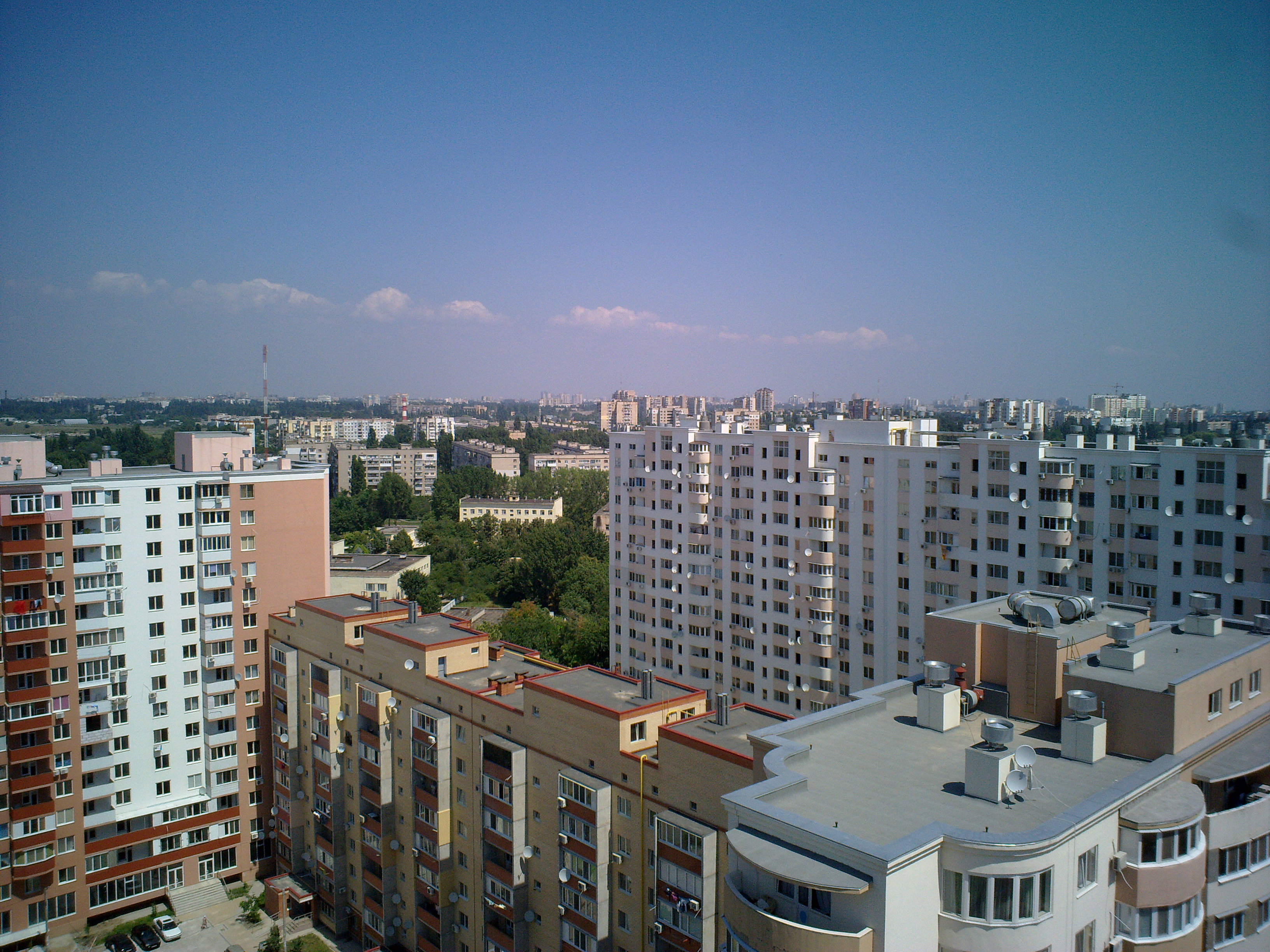
Житловий масив "Райдужний"

Житловий масив багатоповерхових будинків почав забудовуватися ТОВ «Руніком-Інвест» у другій половині 2000-х років. Масив відрізняє невелика площа, висока щільність забудови, тривала відсутність дитячих садків та шкіл, та загальна бюджетність.

## Дружний
Уздовж вулиці Ільфа і Петрова з початку 1990-х років був розташований гаражний кооператив для жителів житлового масиву «Південний». А в другій половині 2000-х років у вулиці Академіка Вільямса було споруджено торгівельно-розважальний центр мережі «Метро» та будівельний гіпермаркет «Епіцентр». На початку 2010-х років група компаній ТОВ «Кадор» почала підготовчі роботи для спорудження багатоповерхового житлового комплексу «Третя перлина». Будинок було закінчено у 2013 році. Згодом поряд були споруджені «П'ята перлина», «П'ятнадцята перлина», «Двадцять дев'ята перлина», «Тридцять сьома перлина», у другій половині 2010-х років інші будівельні компанії почали споруджувати житлові комплекси «Маршал сіті», «Акварель» та дуже значний за розмірами житловий комплекс «Таїровські сади».

## Чорноморка
Ядро історичного селища Чорноморка розташоване на території міста Одеса, але західні околиці, які становить садова забудова, розташовані на території Лиманської селищної ради.

## Чорноморка-2
Північні околиці колишнього селища Чорноморка, що лежать на території Лиманської селищної ради.

## Совіньйон

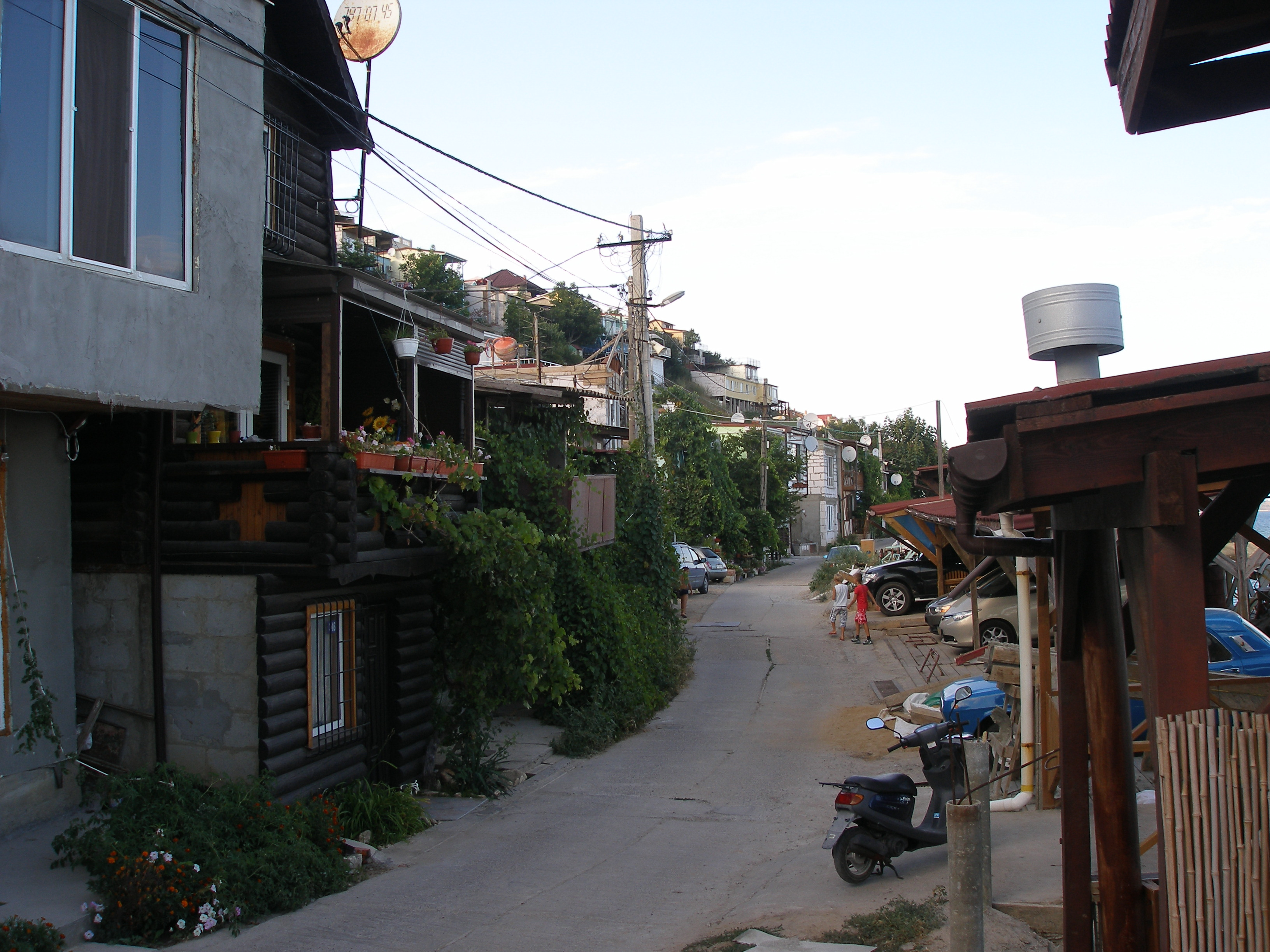
Дачні садиби сел. Совінйон

У 2000-х роках на схід від селищ Бурлача Балка на землях селищних рад Таїрове та Лиманки виросло котеджне селище «Совіньон».

## Котеджні містечка
В селі розташовані котеджні містечка «Таунхауси «САДИБА», «Таунхауси «Гармонія-5», «Таунхауси «Затишний дворик», «Босфор», в яких є елітна нерухомість.

## Населення
Згідно з переписом УРСР 1989 року чисельність наявного населення села становила 71 особа, з яких 38 чоловіків та 33 жінки.
За переписом населення України 2001 року в селі мешкали 893 особи.

### Мова
Розподіл населення за рідною мовою за даними перепису 2001 року:
| Мова       | Відсоток |
| ---------- | -------- |
| російська  | 77,63 %  |
| українська | 21,92 %  |
| білоруська | 0,11 %   |
| болгарська | 0,11 %   |
| вірменська | 0,11 %   |
| румунська  | 0,11 %   |